# Російський університет дружби народів
Росі́йський університе́т дру́жби наро́дів імені Патріса Лумумби (РУДН) — один з найбільших ВНЗ Москви, має статус університету федерального рівня.
Університет дружби народів заснований постановою Ради Міністрів СРСР від 5 лютого 1960, а 5 лютого 1992 рішенням Уряду РФ перейменований в Російський університет дружби народів.
У 1961—1992 Університет дружби народів носив ім'я Патріса Лумумби. Особливістю РУДН є його багатонаціональність: серед студентів, аспірантів і стажистів — представники 450 національностей і народностей із понад 100 країн світу. Ректор Університету — академік Російської академії освіти Володимир Михайлович Філіппов. Ексміністр освіти РФ.
У 2023 році університету повернули ім'я Патріса Лумумби.

## Місія
Місія університету полягала у підготовці національних кадрів для новонезалежних держав, що здобули свободу від колоніального панування. Університет прагнув сформувати еліту з міжнародним світоглядом, здатну сприяти розвиткові своїх країн.

## Освітня діяльність
РУДН пропонував навчання на багатьох факультетах: медичному, інженерному, сільськогосподарському, гуманітарному та економічному. Навчання велося кількома мовами, зокрема російською, французькою, англійською, іспанською та арабською. Іноземні студенти перед початком основного навчання проходили підготовчий курс з мови та базових дисциплін.

## Випускники
Див. також: Категорія:Випускники Російського університету дружби народів
Серед випускників університету — Хакамада Ірина Муцуївна, Навальний Олексій Анатолійович (2003).